# Линдси-Кроуфорд, Джордж, 22-й граф Кроуфорд
Генерал-майор Джордж Линдси-Кроуфорд, 22-й граф Кроуфорд  (англ. George Lindsay-Crawford, 22nd Earl of Crawford; 31 января 1758 — 30 января 1808) — шотландский пэр и военный. Служил в британской армии и был лордом-лейтенантом Файфа.

## Биография
Родился 31 января 1758 года в Буртри-Хилле, графство Эршир, Шотландия. Единственный сын Джорджа Линдси-Кроуфорда, 21-го графа Кроуфорда (1728—1781), и Джин Гамильтон (около 1735—1809), дочери Роберта Гамильтона и Джин Митчелл.
Он получил образование в 1765 году в Итонском колледже, Итон, графство Беркшир, Англия.
11 августа 1781 года после смерти своего отца Джордж Линдси-Кроуфорд унаследовал титулы 22-го графа Кроуфорда, 6-го графа Линдси, 5-го виконта Гарнока, 15-го лорда Линдси из Байреса, 5-го лорда Килбирни и Драмри и 6-го лорда Парброата.
Он занимал должность лорда-лейтенанта Файфа с 1794 по март 1807 года и снова с 20 мая 1807 года по 30 января 1808 года.
В 1776 году Джордж Линдси-Кроуфорд поступил на службу в британскую армию, занимал чины полковника 2-го батальона 71-го пехотного полка горцев Фрейзера (1782—1783), полковника 63-го (Западного Саффолкского) пехотного полка (1789—1809) и полковника легкой кавалерии Файфа (1798—1803). В 1805 году ему было присвоено звание генерал-майора.
Он оказал влияние на формирование кавалерийского полка в Файфе в 1793 и 1794 годах. Его переписка на эту тему хранится в Британском национальном архиве.
21-й граф Кроуфорд скончался 30 января 1808 года в возрасте 49 лет в Розеле, графство Эршир, Шотландия, будучи неженатым. Он был похоронен в Кроуфорд-Лодж, Файф, Шотландия. Граф Кроуфорд умер, не оставив завещания, и его поместье было передано в управление в июне 1811 года. После его смерти мужская линия 17-го графа Кроуфорда прервалась, и его титулы перешли к наследникам мужского пола 9-го графа Кроуфорда в соответствии с повторным пожалованием 1642 года.